# Вальямийса
Вальямийса — село в Естонії, у повіті Сааремаа, волость Сааремаа.
До адміністративної реформи місцевого самоврядування 2017 року село належало до складу волості Піхтла і мало назву Вальякюла.